# Percy Jackson and the Olympians
Percy Jackson & the Olympians is een streamingserie uit 2023, gebaseerd op het boek Percy Jackson en de Olympiërs van Rick Riordan, die zich ook ontfermd heeft over het script van de serie.

## Rolverdeling
| Acteur                 | Personage               | Opmerkingen                      |
| ---------------------- | ----------------------- | -------------------------------- |
| Walker Scobell         | Percy Jackson           | Hoofdrol                         |
| Leah Jeffries          | Annabeth Chase          | Hoofdrol                         |
| Aryan Simhadri         | Grover Underwood        | Hoofdrol                         |
| Virginia Kull          | Sally Jackson           | Moeder van Percy                 |
| Timm Sharp             | Gabe Ugliano            |                                  |
| Charlie Bushnell       | Luke Castellan          |                                  |
| Andrew Alvarez         | Chris Rodriguez         |                                  |
| Glynn Turman           | Chiron                  |                                  |
| Nick Boraine           | Voice in Dream / Kronos |                                  |
| Azriel Dalman          | Young Percy Jackson     | Jongere versie van Percy Jackson |
| Megan Mullally         | Alecto / Mrs. Dodds     |                                  |
| Jason Mantzoukas       | Dionysus / Mr. D        |                                  |
| Adam Copeland          | Ares                    |                                  |
| Dior Goodjohn          | Clarisse La Rue         |                                  |
| Hiro Kanagawa          | Schooldirecteur         |                                  |
| Ryan Cowie             | Chaperone               |                                  |
| Toby Stephens          | Poseidon                |                                  |
| Lin-Manuel Miranda     | Hermes                  |                                  |
| Jelena Milinkovic      | Nereid                  |                                  |
| Lance Reddick          | Zeus                    |                                  |
| Suzanne Cryer          | Echidna                 |                                  |
| Timothy Omundson       | Hephaestus              |                                  |
| Ted Dykstra            | Augustus                |                                  |
| Jessica Parker Kennedy | Medusa                  |                                  |
| Jason Gray-Stanford    | Maron                   |                                  |
| Julian Richings        | Crusty / Procrustes     |                                  |
| Jay Duplass            | Hades                   |                                  |
| Cindy Piper            | Clotho                  |                                  |
| La Nein Harrison       | Lachesis                |                                  |
| Joyce Robbins          | Atropos                 |                                  |

## Varia
- Walker Scobell deed zijn eigen stunts[1]